# Argilla sovraconsolidata
Un'argilla sovraconsolidata è un'argilla che nel corso della sua storia geologica è stata sottoposta ad una tensione efficace massima superiore a quella attuale. Perché un terreno abbia tale caratteristica è necessario che nel corso della sua storia geologica abbia subito processi di scarico tensionale, ad esempio causati da erosione di parte del terreno sovrastante che lo caricava.
Usualmente si indica questo tipo di argilla con la sigla OC.
Per realizzare una quantificazione di quanto l'argilla sia sovraconsolidata si prende in considerazione il rapporto di preconsolidazione (OCR Over Consolidation Ratio), definito come il rapporto tra la massima tensione cui il deposito è stato sottoposto e la sua tensione attuale.

## Stato tensionale
Considerando una condizione di assialsimmetria il generico elemento di terreno posto a profondità z dal piano campagna sarà sottoposto alle tensioni principali assiale (verticale) e radiali (orizzontali):
{\displaystyle \sigma _{v}=\gamma \cdot z}
{\displaystyle \sigma '_{h}=K_{0}(OC)\cdot \sigma '_{v}}
dove {\displaystyle \gamma } rappresenta il peso specifico del terreno (eventualmente sostituito dal peso specifico alleggerito {\displaystyle \gamma '} nel caso di terreno saturo) e {\displaystyle K_{0}(OC)} il coefficiente di spinta a riposo.
Quest'ultimo coefficiente è legato al coefficiente di spinta a riposo dell'argilla normalconsolidata dalla relazione:
{\displaystyle K_{0}(OC)=K_{0}(NC)\cdot OCR^{\alpha }}
con alpha = (0,5 ; 0,8)

## Stato deformativo
Per un'argilla sovraconsolidata non esiste una correlazione biunivoca tra indice dei vuoti e stato tensionale attuale. Prendendo tuttavia in considerazione la massima tensione verticale cui il terreno è stato sottoposto (definita tensione di preconsolidazione {\displaystyle \sigma _{p}'}) è possibile notare che provini di terreno sottoposti in passato alla stessa tensione massima si dispongono nel piano {\displaystyle e-\sigma '_{v}} lungo una medesima curva definita curva di scarico. 

## Comportamento meccanico
Le argille sovraconsolidate presentano un comportamento in buona parte assimilabile ad un comportamento elastico: in seguito ad un ciclo di carico-scarico tutte le deformazioni (peraltro di modesta entità) vengono recuperate, cioè il percorso tensionale nel piano {\displaystyle e-\sigma '_{v}} può essere assimilato alla curva di scarico.
Queste considerazioni sono vere a patto che non venga superata la tensione di preconsolidazione: in caso contrario il percorso si discosterà dalla curva di scarico per seguire la linea di normalconsolidazione. In termini deformativi questo si traduce nell'insorgere di deformazioni plastiche, cioè il materiale si comporterà come un'argilla normalconsolidata dal momento che la tensione massima cui è stato sottoposto nella sua storia è quella attuale.
La tensione di preconsolidazione può essere vista quindi come una tensione di snervamento, oltre la quale si ha l'insorgenza di deformazioni plastiche.
Questa soglia ha un'importante valenza nell'ambito progettuale, dal momento che un sovraccarico nel terreno generato ad esempio da una sovrastruttura genererà deformazioni elevate o ridotte a seconda che sia o meno superata.
La valutazione della tensione di preconsolidazione è comunque un problema dal momento che i risultati sperimentali non presentano una variazione puntuale dell'angolazione del percorso di carico nel piano {\displaystyle e-log\sigma '_{v}} a cui corrisponderebbe naturalmente il valore {\displaystyle \sigma '_{p}}, ma ha un tratto a curvatura crescente. Per risolvere questo problema si adotta la procedura di Casagrande, che può essere sintetizzata in questo modo:
1. lungo la curva si determina il punto cui corrisponde la massima curvatura;
2. si tracciano la tangente alla curva e l'orizzontale passanti per quel punto, poi si traccia la bisettrice a queste due rette;
3. il punto a cui corrisponde la tensione di preconsolidazione si ottiene dall'intersezione di questa bisettrice con la tangente alla curva di scarico.

Se attraverso una prova triassiale si relazionano gli sforzi alle deformazioni e queste ultime alla variazione volumetrica del campione ci si trova dinanzi ad un comportamento completamente diverso delle diverse argille in relazione al grado di sovraconsolidazione: se quest'ultimo è ridotto (in questo caso si parla di argilla poco OC), il comportamento è molto simile a quello di un'argilla normalconsolidata.
Le argille fortemente sovraconsolidate (molto OC) presentano un comportamento dapprima incrudente e poi rammollente: lo sforzo deviatorico aumenta all'aumentare della deformazione fino a raggiungere un picco, oltre il quale decresce fino a raggiungere una condizione stazionaria definita stato critico. Al tempo stesso il volume del campione dapprima si riduce per poi aumentare all'aumentare della deformazione fino a raggiungere la condizione stazionaria propria dello stato critico (allo stesso modo per una prova non drenata la sovrapressione interstiziale dapprima aumenta per poi diminuire).
La presenza di una condizione di resistenza definita di picco rappresenta uno degli elementi più importanti in fase di progettazione, dal momento che l'argilla presenterà caratteristiche di resistenza proprie della condizione di picco in presenza di deformazioni non troppo elevate, mentre presenterà resistenza ridotta all'aumentare delle deformazioni indotte sul terreno.